# Terrazas de San Ángel
Terrazas de San Ángel är en ort i Mexiko.   Den ligger i kommunen Tijuana och delstaten Baja California, i den nordvästra delen av landet, 2 300 km nordväst om huvudstaden Mexico City. Terrazas de San Ángel ligger 179 meter över havet och antalet invånare är 301.
Terrängen runt Terrazas de San Ángel är platt åt sydväst, men åt nordost är den kuperad. Runt Terrazas de San Ángel är det tätbefolkat, med 913 invånare per kvadratkilometer. Närmaste större samhälle är Tijuana, 9,6 km norr om Terrazas de San Ángel. Omgivningarna runt Terrazas de San Ángel är i huvudsak ett öppet busklandskap.